# 11284 Belenus
11284 Belenus è un asteroide near-Earth. Scoperto nel 1990, presenta un'orbita caratterizzata da un semiasse maggiore pari a 1,7402624 UA e da un'eccentricità di 0,3378315, inclinata di 1,99467° rispetto all'eclittica.
Il nome fa riferimento a Belenus, divinità protoceltica della luce.